# Shadow Warriors (série télévisée)
Pour les articles homonymes, voir Shadow Warriors.
Shadow Warriors (服部半蔵 影の軍団, Hattori Hanzō: Kage no gundan) est une série télévisée japonaise diffusée pour la première fois en 1980 avec Sonny Chiba dans le rôle de Hattori Hanzō.

## Distribution
- Sonny Chiba : Hattori Hanzō
- Teruhiko Saigō : Tsutusmi Kyonosuke
- Shōhei Hino : Daihachi
- Sō Yamamura : Hoshina Masayuki
- Etsuko Shihomi
- Hiroyuki Sanada
- Mikio Narita
- Nobuo Kaneko : Sakai Tadakiyo
- Kirin Kiki : Orin